# 港澳台侨联招
普通高等学校联合招收华侨、港澳地区及台湾学生，简称港澳台侨联招、全國聯招，是中华人民共和国普通高等学校的一个专项招生计划。起源于1981年，由于华侨学生相对较少，一般也称为港澳台联招。此處「联招」一词的涵义，既可以包括考试和录取的整個过程，也可以仅指考试本身。

## 时间
每年3月初至3月中接受網上預報名，5月第三個週末進行考試，考试分兩天完成。大學依其排名分作第一批次（重點及名牌大學）和第二批次（普通大學）。若未達大學錄取分數者，則可進入大學預科班學習。成績公佈約在6月中，錄取工作一般會在7月初。

## 對象
該考試的對象為具備高中學歷之港澳台居民和定居外國的華僑人士。
2019年起，符合下列条件之一且具有高中毕业文化程度（须为学历教育）的人员，可以申请报名：
- 港澳地区考生：具有香港或澳门居民身份证和《港澳居民来往内地通行证》（或《港澳居民居住證》）。
- 台湾地区考生：具有在台湾居住的有效身份证明和《台湾居民来往大陆通行证》（或《台灣居民居住證》）。
- 华侨考生：
  - 考生本人及其父母一方均须取得住在国长期或者永久居留权，并已在住在国连续居留2年（截至报名结束日），两年内累计居留不少于18个月，其中考生本人须在报名前2年内在住在国实际累计居留不少于18个月。
  - 若考生本人或其父母一方未取得住在国长期或永久居留权，但已取得住在国连续5年以上（含5年）合法居留资格、5年内在住在国累计居留不少于30个月，且考生本人在报名前5年内在住在国实际累计居留不少于30个月的，也可参加报名。

## 報名地點
華僑考生只可以在廣州報名點進行確認報名，而香港、澳門和台灣考生一般會於報名點當地辦理有關程序。
- 北京：北京教育考試院
- 上海：上海市教育考試院
- 浙江：浙江省教育考試院
- 福建：福建省教育考試院
- 廣州：暨南大學本科生招生辦公室
- 香港：香港考試及評核局
- 澳門：澳門特別行政區政府教育及青年發展局

## 考試细节[1]
1. 考试科目：理工类考试科目为中文、数学、英语、物理、化学；文史类考试科目为中文、数学、英语、历史、地理。每科满分为150分。教育部考试中心按照有关考试大纲命制试题。
2. 考试时间：每年5月第三个周末举行考试，其中星期六9:00—11:30考试科目为中文，13:30—15:30考试科目为英语；星期日9:00—11:00考试科目为数学，13:00—15:00考试科目为物理、历史，16:00—18:00考试科目为化学、地理。
3. 考试地点：全国联招考试分为7个考区，分别是北京、上海、杭州、福州、广州、香港、澳门。考生报名资格通过后，可选择任一考区参加联招考试。
4. 其他事项：报考高校艺术、体育专业的考生，需参加术科考试，术科考试时间、地点及具体要求由有关高校确定，考生应尽早与拟报考的高校联系。
5. 全国联招考试实行计算机网上辅助阅卷。
6. 持港澳地區學歷的港澳臺考生需要在畢業中學所在地报考。
7. 持中國内地学历的考生信息，由考生毕业中学所在地省级教育主管部门进行学历查验。

## 外部連結
- 广东省教育考试院 （页面存档备份，存于）
- 内地（祖国大陆）普通高校面向港澳台招生信息网
- 香港考試及評核局
- 澳門教育及青年發展局 （页面存档备份，存于）
- 中国留学社-港澳台联招 （页面存档备份，存于）